# Länsväg 125
Länsväg 125 är en primär länsväg i Sverige. Den går huvudsakligen i nordvästlig riktning, sträckan Lindsdal – Fagerhult – Vetlanda. Sträckan ligger i Kalmar och Jönköpings län. Vägen är cirka 120 km lång och går delvis tillsammans med riksväg 37 och riksväg 23.

## Sträckning
Länsväg 125 utgår från E22 vid trafikplats Lindsdal just norr om Kalmar, passerar Läckeby efter knappt 3 km. Efter ytterligare cirka 12 km lämnar vägen Kalmar kommun och går in i Nybro kommun. Vägen fortsätter åt nordväst i ytterligare 16 km innan vägen passerar genom nästa tätort, Bäckebo och 14 km därefter Alsterbro. Efter Kråksmåla passeras  Grönskåra i Högsby kommun innan den når riksväg 37 söder om Fagerhult. Länsväg 125 går tillsammans med riksväg 37 västerut och därefter norrut med riksväg 23 innan den åter går själv åt nordväst till Vetlanda där den slutar vid riksväg 47.

## Historia
Bynamnen längs 125:ans sträckning från Lindsdal till Kråksmåla överensstämmer med en väg i en "Generalcharta" från cirka 1690. Vägen förband Kalmar och Eksjö men blev farbar med häst och vagn först runt 1850. 
I Bäckebo och Kråksmåla församlingar finns 8 milstenar längs den dåtida vägen, daterade 1854 och 1855.
1874 års generalstabskarta visar ändå att vägen Lindsdal–Fagerhult bitvis senare nybyggts i en lite rakare sträckning, bara delvis följer exakt samma sträckning. Nybyggnaden har skett efter 1940. Norr om dagens väg 23 går 125:an mer exakt i 1874 års sträckning.
Väg 125 följer i stort sett den väg som fanns längs sträckan på 1950-talet. En ändring gjordes omkring tidigt 1970-tal väster om Fagerhult i samband med bygget av de vägar som idag är riksväg 23 och riksväg 37. När vägnummer infördes på 1940-talet fick denna vägsträcka nummer 120 i sin helhet. År 1962 ändrades många länsvägsnummer och den fick då nummer 125.
Länsväg 125 var ända fram till 2014 en av de mycket få primära, nummerskyltade länsvägar i Sverige som inte var skyltad som huvudled på hela dess sträckning. Delen mellan Hultanäs vägskäl (Åsedavägen) och anslutningen till riksväg 23 vid Massamåla var under denna tid inte klassad som huvudled, vilket numera alltså har ändrats.